# This Was
This Was (1968) – pierwszy album studyjny rockowej grupy Jethro Tull. Nagrany kosztem £1200 funtów album spotkał się z dobrymi recenzjami. W filmie dokumentalnym z festiwalu Woodstock można usłyszeć fragmenty piosenek "Beggar's Farm" oraz "Serenade to a Cuckoo", co może wskazywać na popularność, jaką album zyskał w USA.
W przeciwieństwie do późniejszych albumów, wokalista Ian Anderson pisał teksty wraz z gitarzystą Mickiem Abrahamsem. Efektem tej współpracy jest charakter albumu bardziej idący w kierunku rhythm and blues niż w stronę rocku progresywnego, z którego później grupa będzie znana.
W albumie znalazła się coverowa wersja jazzowego utworu "Serenade to a Cuckoo" pierwotnie nagranego przez Rolanda Kirka, którego technika gry na flecie wpłynęła na Andersona.
Utwór "Dharma for One" został później nagrany przez grupy Ekseption, Pesky Gee! oraz Idles of March.
Utwór "Cat's Squirrel" był później grany przez Blodwyn Pig, następną grupę Micka Abrahamsa.
W 2008 roku ukazała się dwupłytowa wersja deluxe albumu. Znalazły się w niej: wersja monofoniczna, zremiksowana z oryginalnych czterościeżkowych kaset sesyjnych wersja stereo oraz utwory bonusowe.

## Lista utworów
Strona A
| 1. | "My Sunday Feeling"                    | 3:43  |
|    |                                        |       |
| 2. | "Some Day the Sun Won't Shine for You" | 2:49  |
|    |                                        |       |
| 3. | "Beggar's Farm"                        | 4:19  |
|    |                                        |       |
| 4. | "Move on Alone"                        | 1:58  |
|    |                                        |       |
| 5. | "Serenade to a Cuckoo"                 | 6:07  |
|    |                                        |       |
|    |                                        | 18:56 |
|    |                                        |       |
Strona B
| 1. | "Dharma for One"      | 4:15  |
|    |                       |       |
| 2. | "It's Breaking Me Up" | 5:04  |
|    |                       |       |
| 3. | "Cat's Squirrel"      | 5:42  |
|    |                       |       |
| 4. | "A Song for Jeffrey"  | 3:22  |
|    |                       |       |
| 5. | "Round"               | 1:03  |
|    |                       |       |
|    |                       | 19:26 |
|    |                       |       |

## Utwory dodatkowe
W 2001 r. ukazała się wersja zremasterowana zawierająca dodatkowe trzy utwory (które znalazły się na składance 20 Years of Jethro Tull):
| 1. | "One for John Gee" | 2:06  |
|    |                    |       |
| 2. | "Love Story"       | 3:06  |
|    |                    |       |
| 3. | "Christmas Song"   | 3:06  |
|    |                    |       |
|    |                    | 08:18 |
|    |                    |       |

## Wykonawcy
- Ian Anderson – wokal, flet, harmonijka ustna, fortepian
- Mick Abrahams – wokal, gitara, gitara dziewięciostrunowa
- Clive Bunker – perkusja
- Glenn Cornick – gitara basowa
- David Palmer – róg francuski oraz aranżacje orkiestrowe